# Babka grzebieniasta
Babka grzebieniasta (Rhinogobiops nicholsii) – gatunek ryby z rodziny babkowatych (Gobiidae). Jedyny przedstawiciel rodzaju Rhinogobiops. Bywa hodowana w akwariach.

## Występowanie
Wschodni Pacyfik od Wyspy Księcia Walii po Meksyk.
Żyje nad dnem piaszczystym w pobliżu kamieni. Żyje na głębokości do 106 m, w czasie przypływu zbliża się do brzegu.

## Cechy morfologiczne
Płetwy zaokrąglone. Osiąga 15 cm długości. W płetwie grzbietowej 5–7 twardych i 12–14 twardych promieni, w płetwie odbytowej 10–11 miękkich promieni. W płetwach piersiowych 22 promienie, w płetwach brzusznych 6 promieni. 

## Rozród
W Kalifornii trze się od II do X. W czasie tarła tworzy gromadki złożone z samca i kilku samic. Samiec przygotowuje gniazdo pod kamieniami, do którego zwabia samicę ukazując czarny dysk na brzuchu. Po złożeniu jaj opiekuje się nimi. Młode osobniki zazwyczaj żyją wśród planktonu. Żyje do 5 lat.